# Deep Learning Anti-Aliasing
Le Deep Learning Anti-Aliasing (DLAA, anti-crénelage par apprentissage profond en français) est une forme d’anticrénelage spatial développée par Nvidia et basée sur un réseau de neurones. Cette technologie nécessite des cœurs Tensor disponibles uniquement dans les cartes graphiques Nvidia RTX.
Cette technologie est similaire au Deep Learning Super Sampling (DLSS) au niveau de sa méthode d'anticrénelage, la différence étant que l'objectif du DLSS est d'améliorer les performances au détriment de la qualité de l'image (en effectuant un rendu en résolution plus basse puis en effectuant une mise à l'échelle vers la résolution cible), tandis que la principale priorité du DLAA est d'améliorer la qualité de l'image au détriment des performances (indépendamment de la mise à l'échelle ou de la réduction de la résolution). Le DLAA est similaire à l'anticrénelage temporel (TAA pour Temporal Anti Aliasing) dans la mesure où il s'agit de deux solutions d'anticrénelage spatial qui s'appuient sur les images précédentes pour fonctionner,. Comparé au TAA, le DLAA a une meilleure qualité de rendu (moins de scintillement, meilleure prise en compte des éléments fins comme les fils notamment).

## Aperçu technique
Le DLAA collecte des informations à partir du moteur du jeu, incluant notamment un rendu en basse résolution, les vecteurs de mouvement, les tampons de profondeur et des informations sur l'exposition. Ces informations sont ensuite transmises en entrée d'un réseau de neurones convolutif qui traite l'image du jeu afin de réduire le crénelage tout en conservant les détails fins.
L'architecture du réseau de neurones utilise un auto-encodeur entraîné à partir d'images de référence en haute qualité. Les données d'entraînement incluent notamment divers scénarios qui se concentrent sur des cas complexes comme par exemple des détails au niveau des sous-pixels, des bords très contrastés, et des surfaces transparentes. Le réseau de neurones traite les images en temps réel.
Contrairement aux solutions d'anticrénelage traditionnelles qui s'appuient sur des heuristiques écrites manuellement, telles que le TAA, le DLAA utilise son réseau neuronal pour préserver les détails fins tout en éliminant les artefacts visuels indésirables.

## Historique
Le premier jeu à avoir pris en charge le DLAA était The Elder Scrolls Online, qui a implémenté la fonctionnalité en 2021,,. En juin 2022, le DLAA n'était disponible que dans six jeux. Ce nombre est passé à 17 en février 2023,. En juin 2023, TechPowerUp a indiqué que le « DLAA connaît une adoption lente parmi les développeurs de jeux » et que Nvidia travaillait à l'ajout de DLAA aux pré-réglages de qualité du DLSS pour améliorer l'adoption de sa technologie. En décembre 2023, DLAA est pris en charge dans 41 jeux. Début 2025, une mise à jour de l'application Nvidia a ajouté une fonctionnalité qui permet aux utilisateurs d'activer le DLAA sur les jeux qui supportent le DLSS mais qui ne proposent pas d'activer le DLAA,.

## Différences entre le TAA et le DLAA
Le TAA est utilisé dans de nombreux jeux vidéo et moteurs de jeu modernes ; cependant, toutes les implémentations précédentes ont utilisé une certaine forme d'heuristique écrite manuellement pour éviter les artefacts temporels tels que le scintillement et les images fantômes (ghosting). Un exemple d'heuristique est le neighborhood clamping, qui empêche de manière stricte les échantillons collectés lors des images précédentes de trop s'écarter par rapport aux pixels voisins dans les images plus récentes. Cela permet d'identifier et de corriger de nombreux artefacts temporels, mais certains détails fins sont supprimés d'un manière proche à un filtre de flou, l'image finale peut donc apparaître floue en utilisant cette méthode.
Le DLAA utilise un réseau neuronal convolutif auto-encodeur entraîné pour identifier et corriger les artefacts temporels, au lieu d'heuristiques programmées manuellement comme mentionné précédemment. De ce fait, le DLAA conserve généralement plus de détails fins comparés aux autres implémentations comme le TAA et le TAAU, tout en éliminant les artefacts temporels.

## Différences entre le DLSS et le DLAA
Alors que le DLSS gère la mise à l'échelle en mettant l'accent sur les performances, le DLAA gère l'anticrénelage en mettant l'accent sur la qualité visuelle. Le DLAA fonctionne à la résolution d'écran cible sans fonctionnalité de mise à l'échelle ou de réduction de la résolution.
Le DLSS et le DLAA partagent la même méthode d'anticrénelage pilotée par l'IA. En tant que tel, le DLAA fonctionne comme le DLSS sans la partie de mise à l'échelle. Les deux technologies sont développées par Nvidia et nécessitent des cœurs Tensor. Cependant, le DLSS et le DLAA ne peuvent pas être activés en même temps, un seul peut être sélectionné selon si les performances ou la qualité d'affichage est priorisée.

## Critiques
TechPowerUp a constaté que « comparé au TAA et au DLSS, le DLAA produit clairement la meilleure qualité d'image, en particulier à des résolutions plus faibles », arguant que, tandis que « le DLSS faisait déjà un meilleur travail que le TAA pour reconstruire de petits objets », « le DLAA fait un travail encore meilleur ».
Lors d'un test de performance de Cyberpunk 2077, IGN a constaté que « le DLAA fournissait des résultats quelque peu similaires [en termes de FPS] au mode raster classique dans la plupart des cas, mais obtenait une amélioration significative des performances grâce à la génération d'images », une fonctionnalité non disponible lors de l'utilisation de la résolution native.
Rock Paper Shotgun a constaté que, bien que le DLAA ne soit « pas une forme d'anticrénelage complètement parfaite, car des crénelures occasionnelles sont présentes », il « semble beaucoup plus net dans l'ensemble [que le TAA], et particulièrement en mouvement ».